# 하리 판 바르네벨트
하리 판 바르네벨트(네덜란드어: Harry Van Barneveld, 1967년 2월 18일~)는 벨기에의 전직 유도 선수이다. 1996년 하계 올림픽 남자 헤비급에서 동메달을 획득했으며 세계 유도 선수권 대회에서 동메달 2개를 획득했다.